# Thames Valley University
Die Thames Valley University (TVU) war eine britische öffentliche Universität mit Campus Slough, Reading und Ealing in der Thames Valley Area (Themsetal; daher wörtlich übersetzt „Themsetal-Universität“) westlich von London. Die Hochschule wurde 2011 in University of West London umbenannt.

## Geschichte
Die Universität wurde 1860 als Lady Byron School gegründet, 1992 wurde das  Ealing College of Higher Education, nachfolgend das Slough Technical College und das London College of Music and Media eingegliedert. 2004 wurde die Hochschule in die Reading College and School of Arts & Design eingegliedert, damit war die Thames Valley University Geschichte.

## Organisation
Die Universität hatte zuletzt über 45.000 Studenten. Letzter Rektor war Geoff Crispin, letzter Präsident war Lord Karan Faridoon Bilimoria. TVU hatte ein weltweites Alumni-Netzwerk von über 45.000 Mitgliedern, organisiert in der "Thames Valley University Students' Union".
Es gab folgende Fakultäten („Schools“)":
- Faculty of the Arts (FOTA), früher London College of Music and Media
- Faculty of Professional Studies
- Faculty of Health and Human Sciences